# Valeriu Grițco
Valeriu Grițco (* 22. Februar 1959 in Mîndîc, Rajon Dondușeni, Sowjetunion) ist ein moldawischer Jurist und Richter am Europäischen Gerichtshof für Menschenrechte.

## Leben und Wirken
Grițco studierte von 1975 bis zu seinem Abschluss 1980 Rechtswissenschaften an der moldawischen staatlichen Universität in Chișinău. Anschließend war er als Dozent für Zivil- und Zivilprozessrecht an dieser Universität tätig, bevor er 1983 seinen Doktorgrad erwarb und an das Institut für sowjetische Gesetzgebung des sowjetischen Justizministeriums wechselte. Von 1987 bis 1991 war er Bezirksrichter in Chișinău. Ab 1991 war er als Anwalt, von 1995 bis 2011 als Rechtsberater zahlreicher nationaler und internationaler Banken tätig. Seit 2005 ist er außerdem Mitglied des wissenschaftlichen Beirates des Verfassungsgerichtshofes der Republik Moldau. Im Oktober 2012 wurde er als Nachfolger von Mihai Poalelungi, der zum Präsidenten des moldawischen Verfassungsgerichtshofes ernannt worden war, als Vertreter der Republik Moldau zum Richter am Europäischen Gerichtshof für Menschenrechte gewählt. Grițco trat seine Amtszeit am 3. Dezember 2012 an. 2021 endete seine Amtszeit, zu seiner Nachfolgerin wurde Diana Sârcu gewählt.